# Szentháromság-szobor (Zalaegerszeg)

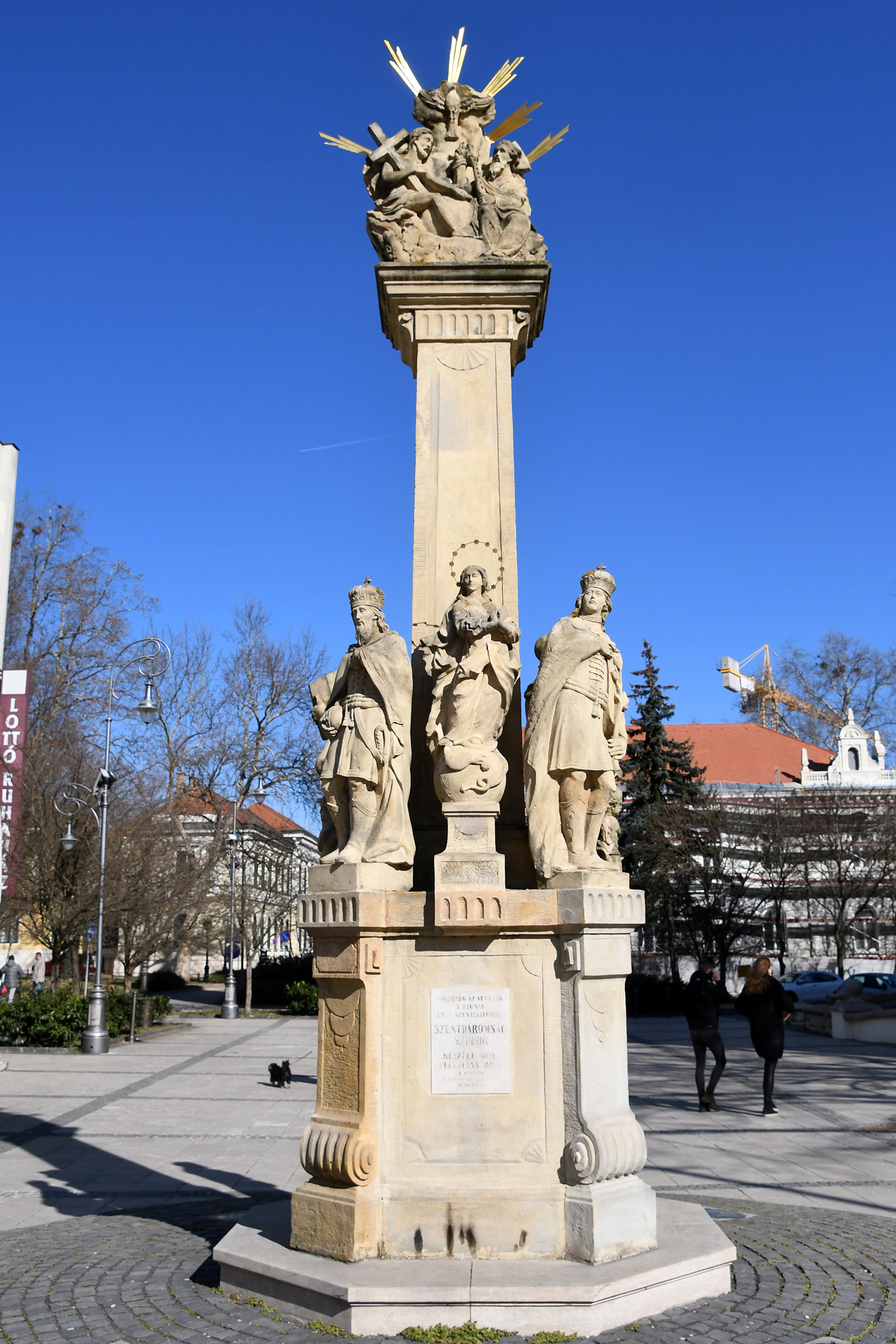
A zalaegerszegi Szentháromság-szobor

A zalaegerszegi Szentháromság-szobor a Mindszenty téren áll. Zitterbarth József alkotása.  Keletkezési ideje bizonytalan: egyesek szerint 1790 körül készülhetett, mások szerint 1810-ben.

## Fekvése
Eredetileg a templom és a plébánia homlokzatának vonalában, a két épülettől nagyjából egyenlő távolságra állt, a 20. század elején keletebbre helyezték, 1976-ban, a Balatoni út kialakításakor került a templom déli oldalára, majd 2006 októberében mai helyére, a Mindszenty térre.

## Leírása
A szobor alsó részén Szent Péter és Pál, Szent István és Imre alakjai, valamint Szűz Mária szobra két angyalkával látható. A Szentháromság szobor középső négyzetes alaprajzú oszlopán tekinthető meg a Szentháromság csoport.